# Hanns Kornberger
Hanns Kornberger (* 26. Mai 1868 in Bruck an der Mur; † 1933 in Rosenheim) war ein österreichischer Architekt des Jugendstils. Kornberger lebte und arbeitete ab dem Jahr 1900 in Vorarlberg und ab 1906 in Dornbirn. 1921 zog er nach Rosenheim, wo er bis zu seinem Tod lebte.

## Werke (Auswahl)

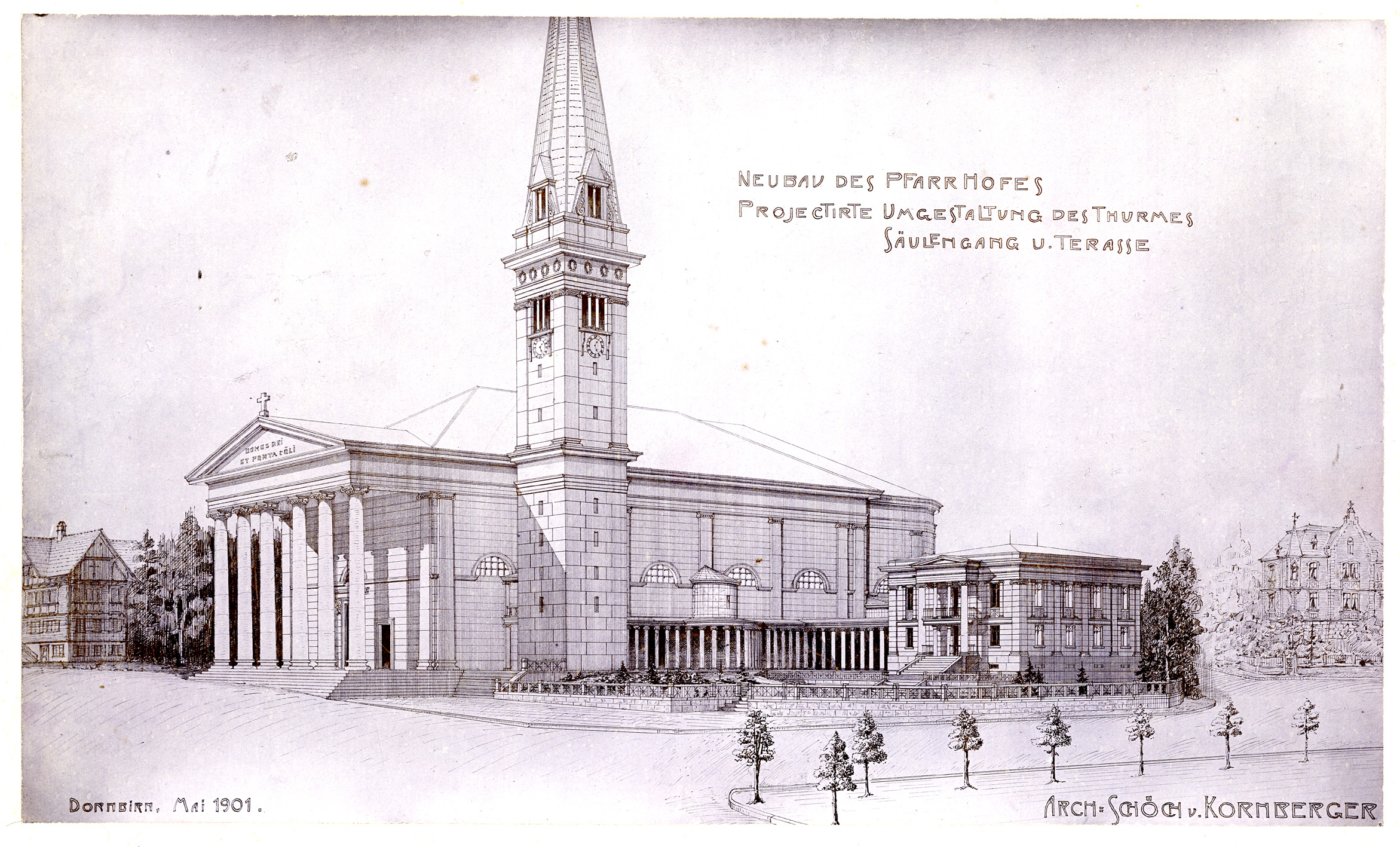
1901: Projektierter Neubau eines Pfarrhofs neben der St. Martin-Kirche in Dornbirn

### Dornbirn
- Landeshauptmann Adolf-Rhomberg-Haus, Marktstraße 26 (1900), Umbau.
- Pfarrhof St.Martin, Marktplatz 1 (1901). Die Planung erfolgte in Zusammenarbeit mit dem Baumeister Josef Schöch aus Rankweil.
- Hotel Rhomberg, Bahnhofstraße 11 (1901), Umbau.
- Johann-Luger-Haus, Marktplatz 9 (1901–1902), Umbau. Dieses Haus hat eine wechselvolle Geschichte hinter sich: Ursprünglich war es der Stadel des nebenan stehenden Feurstein-Hauses und wurde später zum Gasthof „Sonne“ ausgebaut. Der Umbau 1901/02 verlieh dem Haus das heutige Erscheinungsbild mit dem kleinen Erker, dem geschwungenen Giebel, dem Eckturm in Fachwerkbauweise und der Jugendstil-Dekoration im Außenputz. Kornberger übernimmt für das Confections- und Modewarenhaus Johann Luger Elemente der deutschen bürgerlichen Baukunst vor dem Ersten Weltkrieg. An diesem Umbau des Jugendstilarchitekten zeigt sich deutlich, wie eng Jugendstil und Nationalromantik in Vorarlberg verbunden waren. Beide Stile wurden von einem liberal-deutschnationalen Bürgertum getragen.
- Villa Schwendinger, Grabenweg 8 (1903).
- Villa Lins, Schulgasse 17 (1904–1905); heute Ärztekammer.
- Haus Spiegel, Schulgasse 1 (1904–1905), Umbau.
- Arbeiterwohnhäuser Herrburger & Rhomberg, Schmelzhütterstraße 30 (1908).
- Haus Turnher, Rosenstraße 1 (1910)

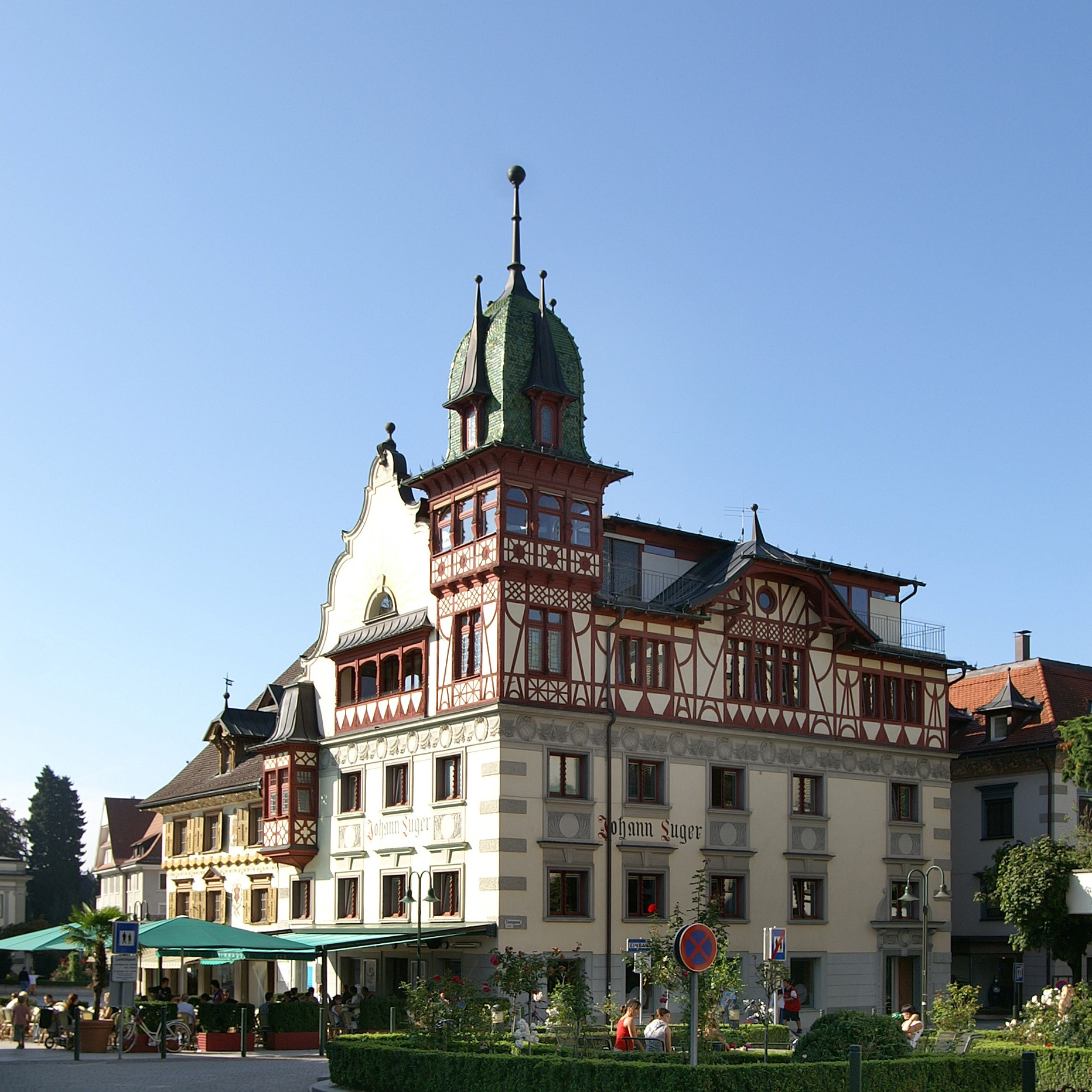
1901–02: Umbau des Johann-Luger-Hauses, Marktplatz 9 in Dornbirn

- Einfamilienhaus Hämmerle, Sandgasse (1910). Das Haus besteht heute nicht mehr.
- Wohn- und Geschäftshaus Josef Luger, Bahnhofstraße 3 (1911).
- Doppelhaus Hartmann, Hatlerstraße 18 in (1911).
- Wohnhaus Schwarzmann, Bildgasse 31 (1912). Dieses Gebäude wurde durch spätere Umbauten stark verändert.

### Schruns
- Haus Mayer, Kronengasse 2 (1906–1907), Anbau.
- Haus Maklott, Silbertalerstraße 4 (um 1900), Umbau.

### Hohenems

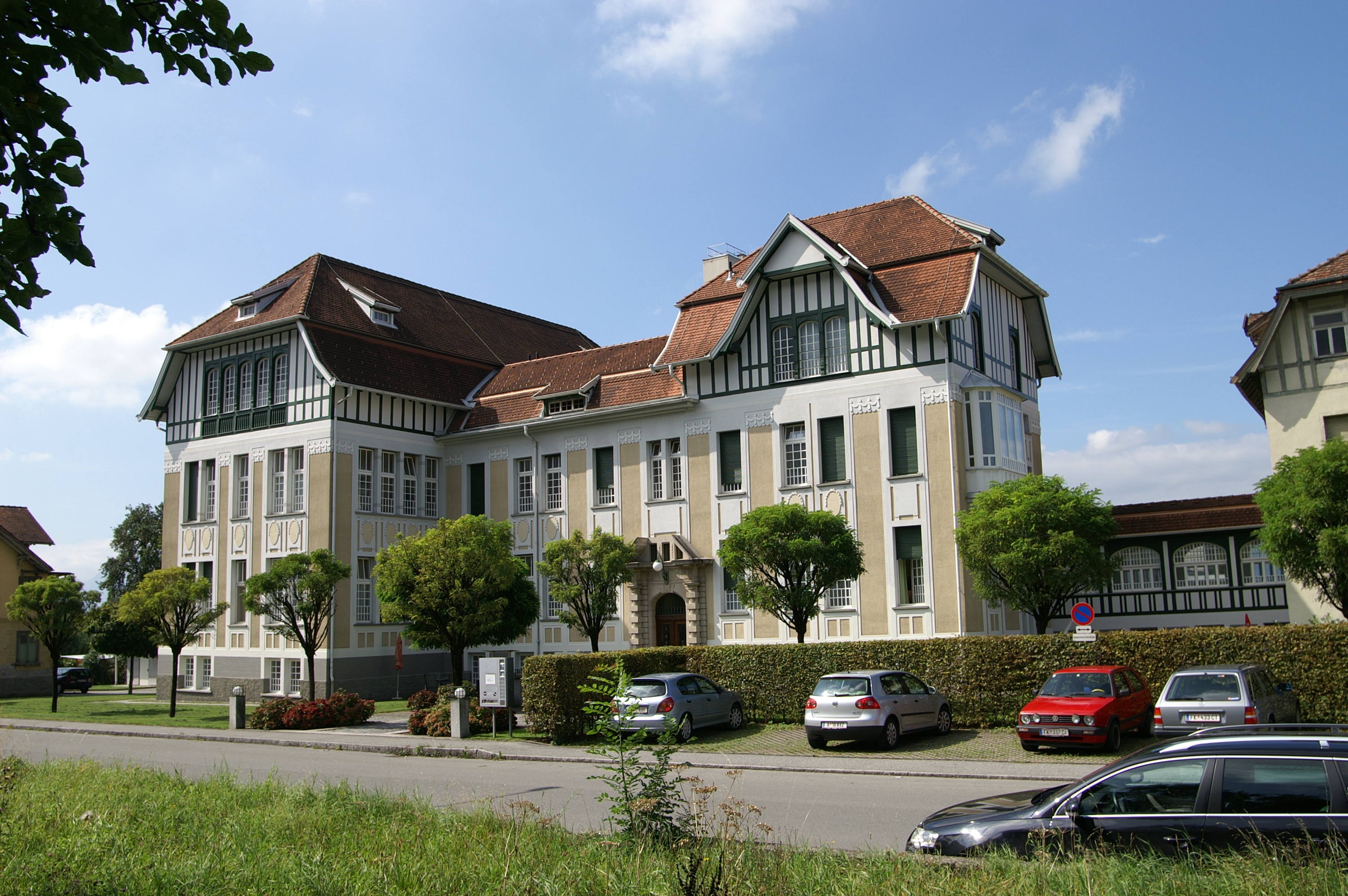
Das größte Projekt in Vorarlberg: Kaiserin-Elisabeth-Krankenhaus in Hohenems

- Villa Geiger, Kaiser-Franz-Josef-Straße 1 (1904) Umbau. (Nachweis nicht endgültig; eingereichte Pläne kamen nicht zur Ausführung).
- Villa Ammann, Kaiser-Franz-Josef-Straße 5 (1904). Jugendstil mit orientalisierenden Fensteröffnungen; Sgraffitoschmuck mit Blumenmotiven; vor dem zurückversetzten Mittelteil der Schaufront Balkon mit Gitter.
- Haus Reis, Kaiser-Franz-Josef-Straße 6 (1903), Umbau.
- Gasthof Freschen, Angelika-Kaufmann-Straße 6 (1905). Das Haus besteht heute nicht mehr.
- Altes Krankenhaus, Kaiserin-Elisabeth-Straße 4–6 (1905–1908).
- Villa Peter (Stickerei), Graf-Maximilian-Straße 7 (1906–1908). Barockisierender Dekor und Mansarddach.
- Haus Johann Peter, Sankt-Anton-Straße 3 (1907).
- Gasthaus zur Krone, Marktstraße 12.(1908 Umbau): Urkundlich wird hier bereits 1640 ein Gebäude erwähnt; Rundbogenportal aus Sandstein bez. 1778:
- Alte Post (ehemals Bräuhaus), Schlossplatz 2 (1910); Umbau:
- Stickerei Amann, Bahnhofstraße 27 (1910/11); heute WIFI:
- Markus-Sittikus-Saal, Graf-Maximilian-Straße 3 (1911–1913), ehemals Hohenemser Turnhalle, in sachlichen Stilformen.

### Andere Orte
- Bregenz, Haus Schertler, Maurachgasse 32 (1903/04)
- Nenzing, Stickerei Schallert, Bahnhofstraße 15 (1908/09)
- Rosenheim, Hotel „Deutsches Haus“, Königstraße 7 (Umbau 1923)[2][3][4]
- Rosenheim, Villa Aicher (1923)[5]
- Rosenheim, Villa, Münchener Straße 66a (Umbau 1927)[6]

## Bildergalerie

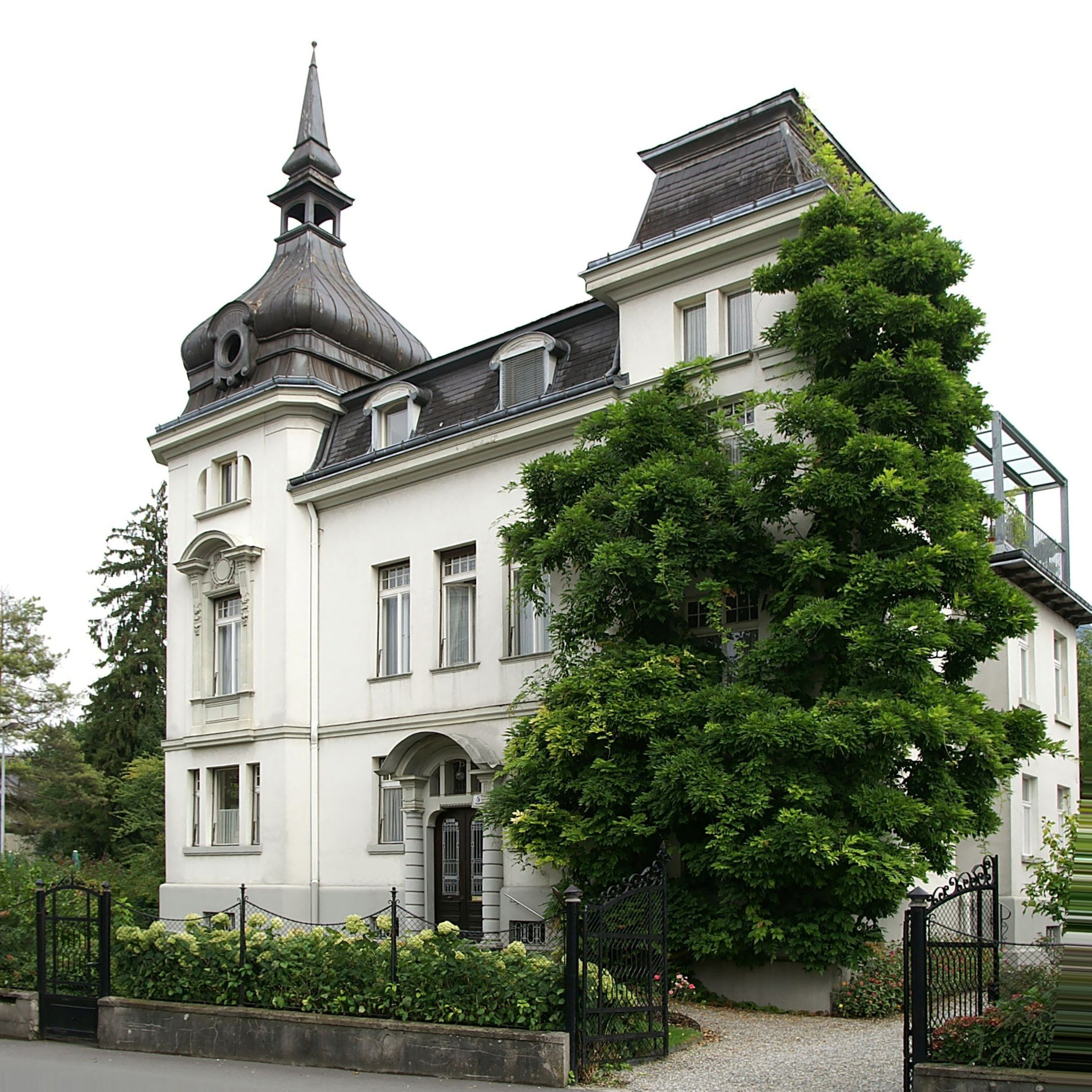
Villa Schwendinger, Dornbirn
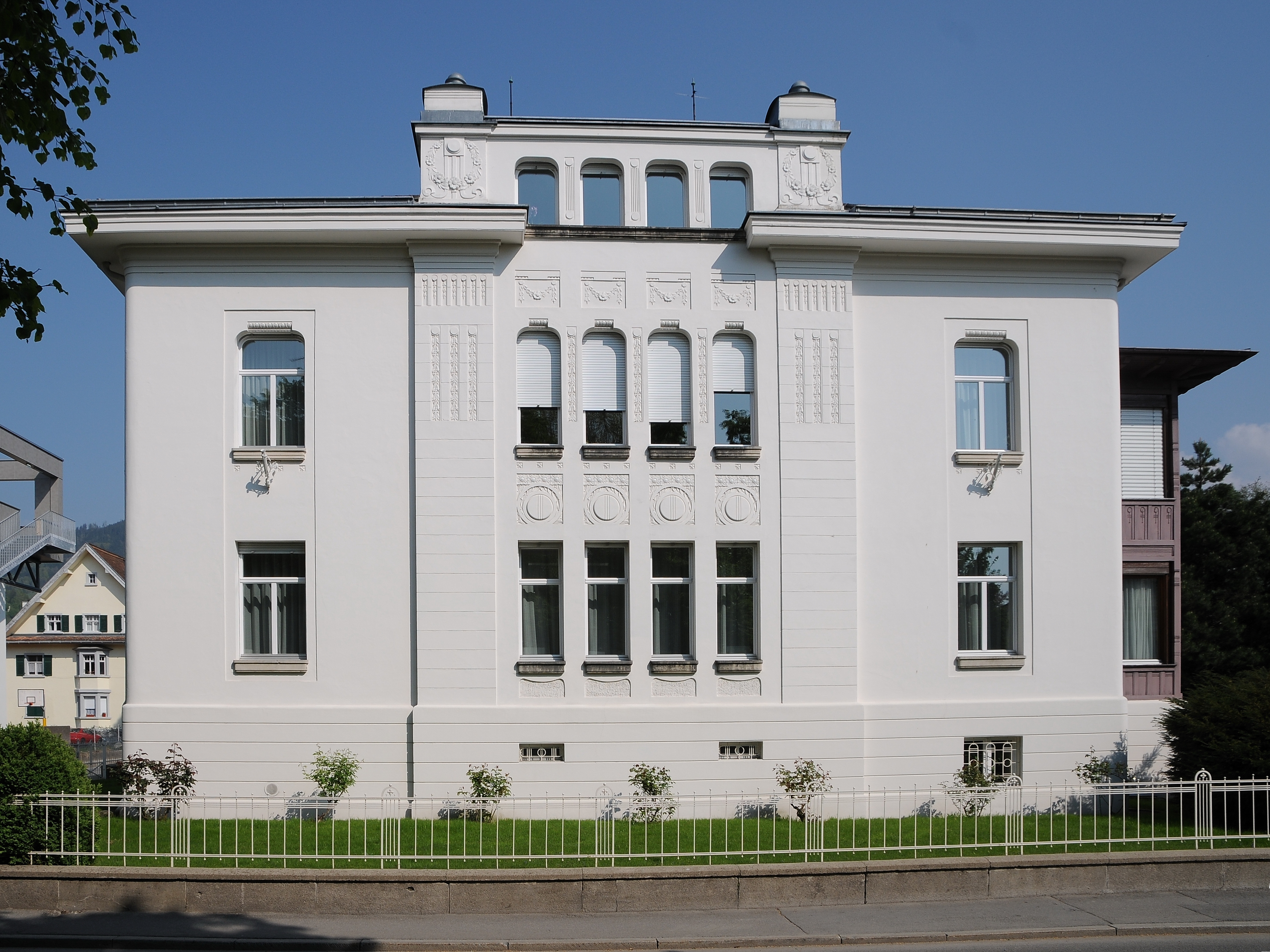
Villa Lins (heute Ärztekammer), Dornbirn
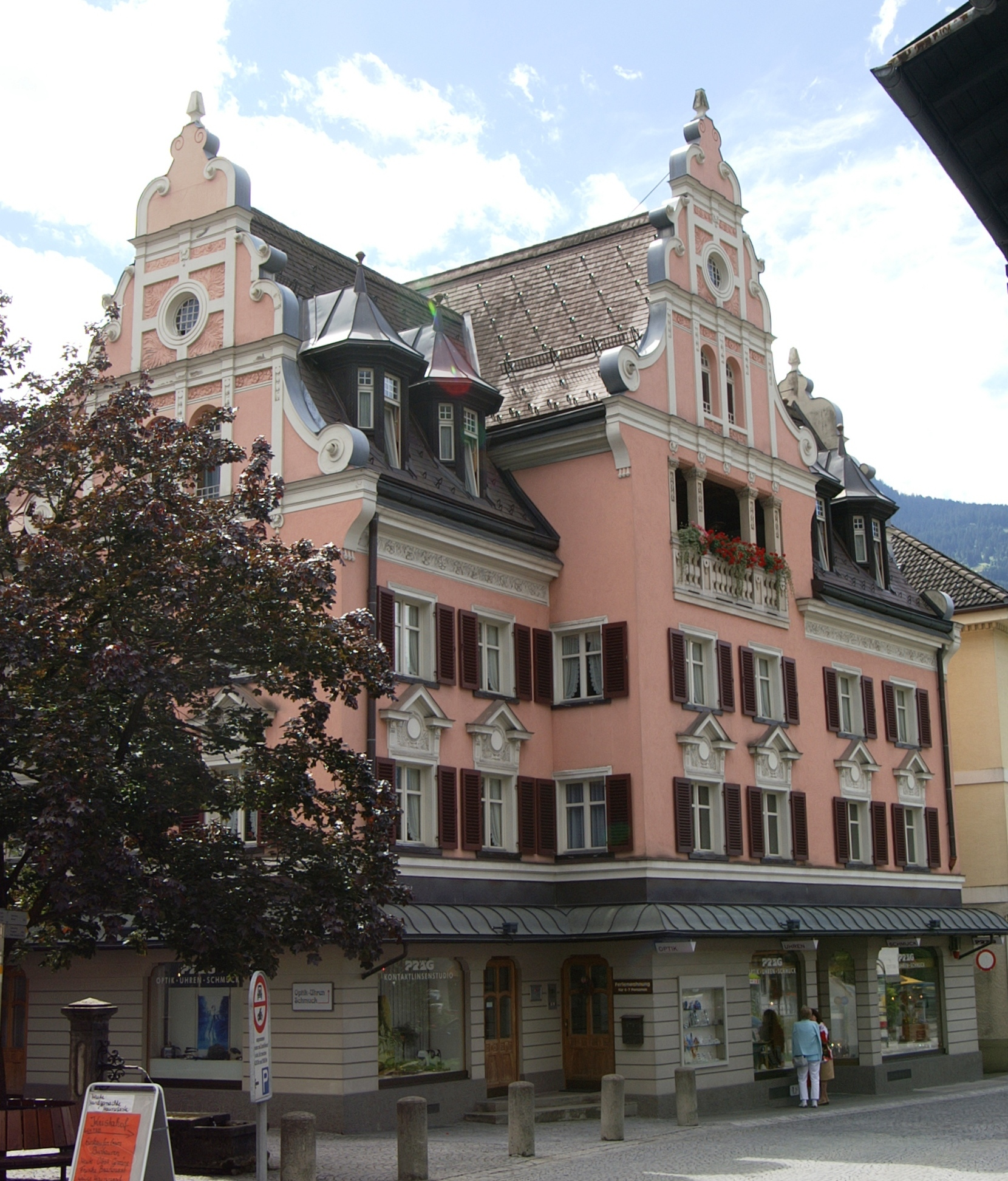
Maklott-Haus in Schruns
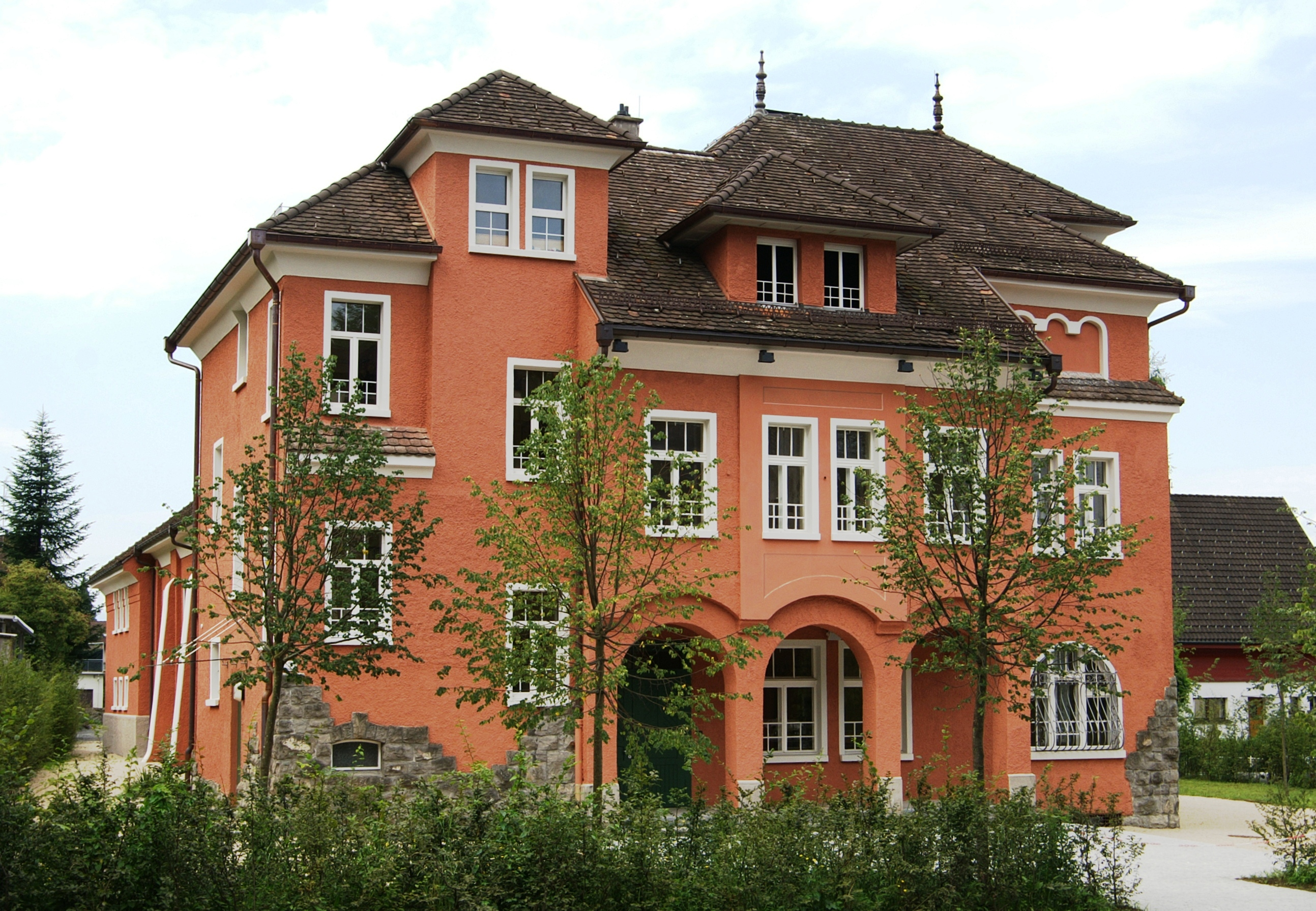
Markus-Sittikus-Saal, ehemals Hohenemser Turnhalle
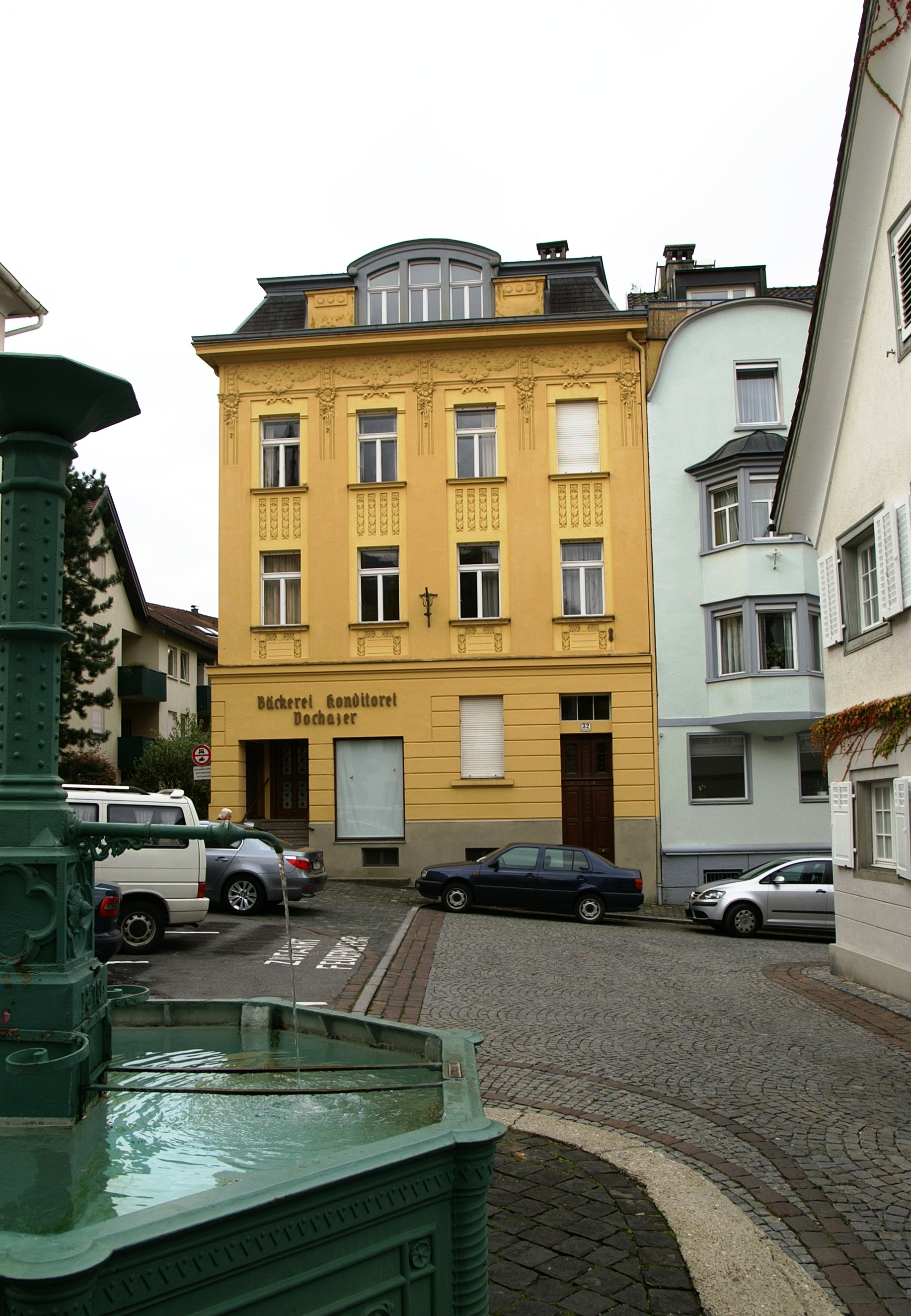
Haus Schertler, Bregenz